# 201e régiment de pionniers nord-africains
Pour les articles homonymes, voir 201e régiment.
Le 201e régiment de pionniers nord-africains (201e RPNA) est une unité d'infanterie de soutien formée de soldats originaires de l'Afrique française du Nord. Créé pendant la Seconde Guerre mondiale, le régiment est dissous à la fin des années 1940.

## Historique

### Seconde Guerre mondiale
Le 201e RPNA est mis sur pied le 1er juillet 1943. Il engagé dans la campagne d'Italie avec le corps expéditionnaire français puis devient une des unités de génie de la 1re armée française.
En décembre 1944, le 1er bataillon du 201e RPNA est transformé en 24e bataillon de tirailleurs tunisiens. Le 201e RPNA est l'unité de rattachement administratif des 19e et 29e groupement d'infanterie polonaise, environ 2 500 hommes issus d'immigrés polonais en France ayant rejoint les forces françaises de l'intérieur,.

### Après-guerre
Le 1er décembre 1946, le 4e bataillon du 201e RPNA le 200e bataillon de pionniers nord-africains (200e BPNA), stationné à Marseille. Il devient le 22e bataillon de tirailleurs algériens le 1er février 1949, jour de son embarquement pour l'Indochine.
Le 3e bataillon du 201e RPNA est renommé en juillet 1947 à Kehl 1er bataillon de marche du 201e RPNA (BM1/201e RPNA, parfois 201e bataillon de marche de tirailleurs algériens). Destiné à intervenir à Madagascar, il rejoint finalement l'Indochine avec la 4e demi-brigade algéro-marocaine. Débarqué le 12 octobre 1947 au Tonkin, il opère sur la RC5 puis assure la garde de plantation d'hévéas en Cochinchine. Il donne naissance au 21e bataillon de tirailleurs algériens le 16 février 1948.
Le 1er février 1949, le 2e bataillon du 201e RPNA donne naissance au 201e bataillon de pionniers nord-africains, qui devient 9e bataillon de tirailleurs marocains en 1950. Le 201e BPNA est en garnison à Épinal puis à Offenbourg.